# Заможное (Винницкая область)
Заможное (укр. Заможне) — село на Украине, находится в Жмеринском районе Винницкой области.
Код КОАТУУ — 0520280605. Население по переписи 2001 года составляет 678 человек. Почтовый индекс — 23033. Телефонный код — 4341.
Занимает площадь 3,039 км².
До 17 июля 2020 года находилось в Барском районе Винницкой области.